# مارکوس فیرتس
مارکوس ادوارد فیرتس (آلمانی: Marcus Eduard Fierz؛ زاده ۲۰ ژوئن ۱۹۱۲ – درگذشته ۲۰ ژوئن ۲۰۰۶) یک فیزیک‌دان اهل سوئیس بود.
وی همچنین برنده جوایزی همچون مدال آلبرت اینشتین شده است.